# Humberto Michiles
Darcy Humberto Michiles, mais conhecido como Humberto Michiles ou simplesmente Beto Michiles (São Paulo, 14 de dezembro de 1952) é um político brasileiro filiado ao Partido da Social Democracia Brasileira (PSDB).

## Biografia
É filho de Eunice Mafalda Michiles e Darcy Augusto Michiles.
Foi deputado estadual do estado do Amazonas em 1979-1982 pela ARENA, 1983-1986 pelo PDS, 1987-1990 pelo PDC, 1991-1992 pelo PDC, 1995-1998 pelo PPB.
Prefeito de Maués em 1993-1994, pelo PPR.
Deputado federal pelo estado do Amazonas 2003-2007 pelo PL. Secretário de Estado de Educação e Desporto, 1997-2000, secretário de Estado Extraordinário de Coordenação Político-Administrativa, 2000, e secretário municipal de Trabalho, Emprego e Renda, 2001-2002, Manaus.
Em 2010 foi candidato a Deputado Federal porém não foi eleito.
Foi dirigente do Partido da República (PR) no Amazonas.
Foi candidato a vice de Amazonino Mendes na eleição de 2022 e acabou ficando em terceiro lugar na disputa.